# Oud-Grieks leger
Het oud-Griekse leger mag niet gezien worden als het leger van één territoriale staat. Integendeel, want elke Griekse polis bezat haar eigen leger en deze legers vochten de onderlinge strijd tussen de Grieken uit. Maar daarnaast verenigden de Grieken zich ook in militaire verbonden zoals de Peloponnesische Bond of Delisch-Attische Zeebond. Ook de oorlogstechnieken van de verschillende poleis geleken erg op elkaar, zij het dat sommige poleis erin slaagden op een bepaald vlak van de oorlogsvoering de andere poleis voor te blijven. Zo was Sparta zeer lange tijd de belangrijkste speler op het land, terwijl Athene vooral op zee haar dominantie liet gelden.
Een ander kenmerk van het oud-Grieks leger is haar formatie. De Griekse legers kunnen we ruwweg opdelen in zwaargewapenden (waaronder de hoplieten) en lichtgewapenden (zoals slingeraars, peltasten, ...). Men stelde de zwaargewapende hoplieten op in falanx, terwijl de lichtgewapenden het aanvallende leger onder vuur nam. De Griekse poleis namen bovendien niet enkel hun toevlucht tot hun eigen burgers, maar huurden ook vaak huurlingen in. Dit waren zowel Grieken als "barbaren" die vochten voor geld in plaats van voor hun moederstad. In 2022 werd aangetoond door archeologisch DNA-onderzoek en isotopenonderzoek aan botten en gebit van gesneuvelde soldaten in een necropolis dat bij de Slag bij Himera op Sicilië in 480 voor Christus huurlingen uit de Balkan waren ingezet.